# Сорокина, Лидия Семёновна
Лидия Семёновна Сорокина (род. 12.9.1941, Кызыл-Ту, Кокчетаевская область, Казахская ССР, СССР) — оперная певица, заслуженная артистка Чувашской АССР (1970), лауреат Государственной премии Чувашской Республики им. К. Иванова (1969)..

## Биография
Лидия Семёновна родилась в г. Кызыл-Ту Кокчетаевской области Казахской ССР.
Окончила ГИТИС. В 1966—1972 годы — солистка Чувашского музыкального театра (ныне Чувашский государственный театр оперы и балета).
C 1972 года — актриса Театра оперетты в Москве.

### Основные роли
Татьяна («Евгений Онегин» П. Чайковского), Мэри Ив («Девушка с голубыми глазами, или Мэри Ив летит в Москву» В. Мурадели), Стелла («Вольный ветер» И. Дунаевского), Анка («Чапай» Б. Мокроусова), Елена и Надежда («Петроградская повесть» и «Черная береза» А. Новикова)